# Látlak (film, 2019)
A Látlak (eredeti cím: I See You) 2019-ben bemutatott amerikai bűnügyi-horrorfilm, melyet Devon Graye forgatókönyve alapján Adam Randall rendezett.
A főszerepben Helen Hunt, Jon Tenney, Judah Lewis, Owen Teague és Libe Barer látható. A film egy külvárosi családot követ végig, amelyet egy fiatal fiú közelmúltbeli eltűnésével kapcsolatba hozható, megmagyarázhatatlan események gyötörnek.
A film premierje a 2019-es SXSW filmfesztiválon volt, majd 2019. december 6-án adták ki, általánosságban pozitív értékeléseket kapott a kritikusoktól.

## Cselekmény
A tízéves Justin Whittert elrabolják, miközben biciklizik egy parkban. Ezt követően egy másik fiút is elrabolnak. Greg Harpert nevezik ki az ügy vezető nyomozójának. Egy zöld zsebkést találnak bizonyítékként, amely összekapcsolja ezt az ügyet egy korábbi emberrablás-sorozattal, amely egy évekkel korábbi férfi elítéléséhez vezetett. Harper családja bajban van, ami a felesége, Jackie (Helen Hunt) viszonyán alapul. A fiuk, Connor az új viszony miatt neheztel az anyjára.
Rejtélyes események kezdik gyötörni a házat; eltűnik az összes evőeszköz a fiókból, bekapcsolódik magától a TV, a képeket kiveszik kereteikből, és egy ablakszerelő azt mondja Jackie-nek, hogy a lánya engedte be őt, pedig neki nincs is lánya. Jackie észrevesz egy furcsa maszkot Connor ágya alatt. Másnap megérkezik egykori szerelme, Todd (Sam Trammell), akinek a kávéscsésze leesik a legfelső emeletről, egyenesen a fejére. Jackie elrejti a pincében, hogy Connort iskolába tudja vinni. Miközben a pincében nézelődik, Toddot egy ismeretlen támadó fejbe vágja, és Jackie ahogy hazatér, holtan találja. Pánikba esik, és azt feltételezi, hogy Connor ölte meg Toddot. Greggel együtt eltemetik a holttestet, remélve, hogy Connornak alibit adnak.
Valaki elküld Connornak egy linket egy videóhoz, amelyen valaki a saját házában sétálgat. Megjelenik egy furcsa maszkot viselő személy is. Greg és Jackie egy zöld zsebkéssel megkötözve találja Connort a fürdőkádban. Jackie kórházba viszi Connort, míg Greg átkutatja a házat, azonban egy béka-maszkos alak baltával támad rá.
A film visszaugrik az időben, és kiderül, hogy a házban zajló rejtélyes történéseket két hajléktalan, Mindy (Libe Barer) és Alec (Owen Teague) okozza, akik a Harper-házban "phrogoztak" (a tulajdonosok tudta nélkül bujkáltak egy házban). Mindy tapasztalt, és igyekszik meghúzni magát, hogy soha ne bukjon le, míg a kezdő phrogger Alec úgy dönt, hogy el akarja hitetni a családdal, hogy megőrülnek. Minden rejtélyes eseményt Alec okoz. Mindy szemtanúja lesz annak, hogy Greg megöli Toddot, és siet, hogy figyelmeztesse Alec-et, de csak azt látja, hogy ő Connort a fürdőkádba teszi. Vitatkozik Alec-kel, aki véletlenül lelöki őt a lépcsőn, és eszméletét veszti. Alec elrejti őt Greg autójában. Miután Jackie elviszi Connort a kórházba, Greg elmegy a kocsijával, tudtán kívül Mindyt is magával viszi.
Mindy a kocsiban ébred fel. Amikor megtalálja a zöld zsebkésekkel teli táskát és Justin Whitter ingét, rájön, hogy Greg az emberrabló. Amikor Greg leparkol az erdőben, Mindy kioson a kocsiból, és felhívja a 911-et, de nincs elég térerő. Talál egy régi lakókocsit, ahol a két elrabolt gyereket rögtönzött szekrényekbe zárva találja. Miközben megpróbálja kiszabadítani őket, Greg rajtaüt, visszaviszi a házába, és agyonlövi.
Alec baltával támad Gregre. Greg kiüti Alecet, majd leszúrja magát, hogy úgy tűnjön, mintha megtámadták volna. Alec újra megjelenik Greg fegyverével, és azt mondja, tudja, hogy Greg az emberrabló. Greg felismeri Alecet, és megpróbál magyarázkodni, de Alecet ez nem érdekli, és megöli Greget. Greg társa, Spitzky megérkezik, és amikor meglátja Alecet a fegyverrel, vállon lövi. Amikor Alec azt mondja: "Spitzky nyomozó?", a nyomozó felismeri őt.
Spitzky megtalálja a bizonyítékokkal teli táskát Greg csomagtartójában, és a csapdába esett fiúkat kimentik a lakókocsiból. Jackie és Connor hazaérve rendőrökkel és mentőautókkal nyüzsögve találják a lakókocsit. Visszapillantásokban egy fiatalabb Alec és egy barátja találkozik Greggel, aki egy zöld zsebkést ad Alecnek, miközben a jelenlegi Alec - akiről kiderül, hogy Greg korábbi áldozata volt, aki megszökött - egy mentőautóba szállítják...

## Szereplők
| Szerep                  | Színész               | Magyar hang            |
| ----------------------- | --------------------- | ---------------------- |
| Jackie Harper           | Helen Hunt            | Spilák Klára           |
| Greg Harper             | Jon Tenney            | Szabó Sipos Barnabás   |
| Connor Harper           | Judah Lewis           | Baráth István          |
| Alec                    | Owen Teague           | Gacsal Ádám            |
| Mindy                   | Libe Barer            | Csuha Borbála          |
| Todd                    | Sam Trammell          | Czvetkó Sándor         |
| Spitzky nyomozó         | Gregory Alan Williams | Törköly Levente        |
| Moriah Davis hadnagy    | Erika Alexander       | Czirják Csilla         |
| Grace Caleb rendőrtiszt | Allison King          | Kereki Anna            |
| ablakjavító             | Adam Kern             | Hegedüs Miklós         |
| Tommy Braun             | Jeremy Gladen         |                        |
| Mrs. Braun              | Teri Clark            | Mohácsi Nóra           |
| Mrs. Whitter            | Nicole Forester       | Lipcsey-Colini Borbála |

## A film készítése
2017 júniusában Helen Hunt csatlakozott a stábhoz. A film forgatására 2018 májusában került sor Chagrin Fallsban (Cleveland) és Lakewoodban (Ohio).